# Stratiomys bochariensis
Stratiomys bochariensis är en tvåvingeart som först beskrevs av Pleske 1899.  Stratiomys bochariensis ingår i släktet Stratiomys och familjen vapenflugor. Inga underarter finns listade i Catalogue of Life.